# Шаянський сільський округ
Шая́нський сільський округ (каз. Шаян ауылдық округі, рос. Шаянский сельский округ) — адміністративна одиниця у складі району Байдібека Туркестанської області Казахстану. Адміністративний центр та єдиний населений пункт — село Шаян.
Населення — 9814 осіб (2021; 8510 у 2009, 7763 у 1999, 8010 у 1989).
Станом на 1989 рік існувала Косакжарська сільська рада (село Чаян), з 1993 року — Косакжарський сільський округ, з 2010 року — сучасна назва.